# Elizabeth Bacon Custer
Elizabeth Bacon Custer (8 de abril de 1842-4 de abril de 1933) fue la esposa del general de división George Armstrong Custer, del ejército de los Estados Unidos. Pasó la mayor parte de sus doce años de matrimonio relativamente cerca de él, a pesar de sus numerosas campañas militares en la Guerra de Secesión y sus posteriores destinos en las Grandes Llanuras como oficial al mando de la Caballería de los Estados Unidos.
Quedó prácticamente desamparada tras la muerte de su marido, aunque se convirtió en una abierta defensora de su legado a través de sus populares libros y conferencias. En gran medida como resultado de décadas de campaña en su favor, la imagen del General Custer como el valiente héroe caído en medio de la gloria de su ultima batalla fue un canon de la historia estadounidense durante casi un siglo después de su muerte.
Elizabeth Custer nunca se volvió a casar y murió en 1933, cuatro días antes de cumplir 91 años. 

## Primeros años
Elizabeth "Libbie" Bacon nació en 1842 en Monroe, Michigan. Era hija de Daniel Bacon (1798-1866), un juez y representante estatal rico e influyente. Su padre tenía inversiones rentables en bienes raíces y otros negocios.
La tragedia marcó su infancia: sus tres hermanos y su madre murieron antes de que cumpliera trece años. Como ella era la única de los hijos del juez que llegó a la edad adulta, su padre la adoraba, habiendo sido encargado por su esposa moribunda de "...ser a la vez madre y padre..." para la joven muchacha. El juez Bacon, casi diez años después, declaró: "Nunca antes había sentido la fuerza de estas palabras... Siento la responsabilidad más allá de cualquier otra cosa en mi vida, antes o después".
Elizabeth Bacon era bella e inteligente: se graduó en un seminario para señoritas en junio de 1862 como la mejor de su clase. Su padre esperaba que tuviera un buen matrimonio con un hombre de su mismo elevado estatus social, y ella rechazó a varios pretendientes.
Había conocido brevemente a su futuro marido, George Armstrong Custer, cuando era niña, y volvió a verlo durante una reunión social en el otoño de 1862, cuando él había regresado a Monroe de permiso después del primer año de la Guerra de Secesión. Más tarde escribió que se enamoró profundamente de ella desde su primer encuentro formal. Elizabeth sin embargo no quedó tan impresionada, aunque finalmente correspondió a estos sentimientos, pero su padre se negó a permitir que el entonces capitán Custer entrara a la casa de los Bacon o a permitirle encontrarse con su hija fuera de ella, y mucho menos casarse, como George le propuso en la última semana de 1862. Él provenía de una familia pobre y sin distinción, y el juez esperaba que su hija tuviera una vida mejor que la de la esposa de un militar. Después de que Custer, justo antes de la Batalla de Gettysburg (donde jugó un papel importante), fuera ascendido a general de brigada, el juez Bacon finalmente cedió y se casaron en Monroe en la Primera Iglesia Presbiteriana el 9 de febrero de 1864. 

## Vida de casada
Elizabeth Custer y su esposo George tuvieron una unión amorosa pero tumultuosa. Ambos eran testarudos, obstinados y ambiciosos. Su correspondencia privada estaba llena de dobles sentidos con carga sexual.
... Nos dimos el privilegio de un galope rápido... No me di cuenta de lo que pasaba a mi alrededor hasta que descubrí que estábamos casi en medio de un pueblo indio, bastante escondido bajo el acantilado. Mi corazón literalmente se detuvo. Observé furtivamente al general. Como de costumbre, permaneció completamente impasible, aunque sabía muy bien que en ese país rara vez se consideraba que los indios estuvieran sobrecargados de hospitalidad. ...
Al día siguiente, el general pensó que sería mejor no ir con él antes que correr el riesgo de tales sustos, pero yo sabía muy bien que había algo mucho peor que el temor por mi propia seguridad personal. Es infinitamente peor quedarse atrás, presa de todos los horrores de imaginar lo que le puede estar pasando a alguien a quien amamos. Te consumes el corazón lentamente con tanta ansiedad, y soportar tal suspense es simplemente la más dura de todas las pruebas que le sobrevienen a la esposa de un soldado.
— Elizabeth 'Libbie' Custer, de su primer libro Boots and Saddles, sobre su vida y aventuras con su marido.
Después de la guerra, George volvió de su rango de mayor general en tiempos de guerra a su rango de teniente coronel en el ejército regular, aunque recibió un ascenso honorario a mayor general que le permitió usar el uniforme y las insignias de ese rango. Fue asignado a una serie de misiones lúgubres e insatisfactorias en Texas, Kansas y el Territorio de Dakota. La vida en los puestos fronterizos era difícil, y su carrera estuvo plagada de problemas, incluido un consejo de guerra (debido a que había abandonado el campo para estar con su esposa).
Después de que Custer tomó a Monahseetah, hija de un jefe cheyenne, como su concubina, Elizabeth logró aceptar esta relación. Aunque sus cartas sugieren que ella no siempre se opuso a compartir a su marido con otra mujer.
La campaña de 1876 contra los sioux parecía una oportunidad de gloria para George Armstrong Custer. El último hogar de la pareja fue Fort Abraham Lincoln, cerca de lo que ahora es Bismarck, Dakota del Norte. Desde allí, el general dirigió el Séptimo de Caballería en persecución de Toro Sentado, Caballo Loco y los sioux y cheyennes del norte que se negaban a ser confinados en el sistema de reservas.

## Defensora del legado de su marido
Después de que su marido y cinco de las doce compañías del Séptimo Regimiento de Caballería fueran aniquiladas en la batalla de Little Bighorn en junio de 1876, muchos en la prensa, el ejército y el gobierno lo criticaron por haber cometido una masacre. El presidente Ulysses S. Grant lo culpó públicamente por el desastre. Temiendo que su marido se convirtiera en un chivo expiatorio de la historia, Elizabeth Custer lanzó una campaña unipersonal para rehabilitar la imagen de su esposo. Su ayuda a Frederick Whittaker, el autor de la primera biografía de George, ayudó a posibilitar la rápida producción del popular libro, que elogió la carrera de George y marcó el tono para los futuros biógrafos en las décadas siguientes.
Elizabeth comenzó a escribir artículos y a dar conferencias alabando la gloria de lo que ella presentaba como su marido “mártir”. Sus tres libros —Boots and Saddles (1885), Tenting on the Plains (1887) y Following the Guidon (1890)— tenían como objetivo glorificar la memoria de su marido y, en última instancia, estaban sesgados a favor de George.

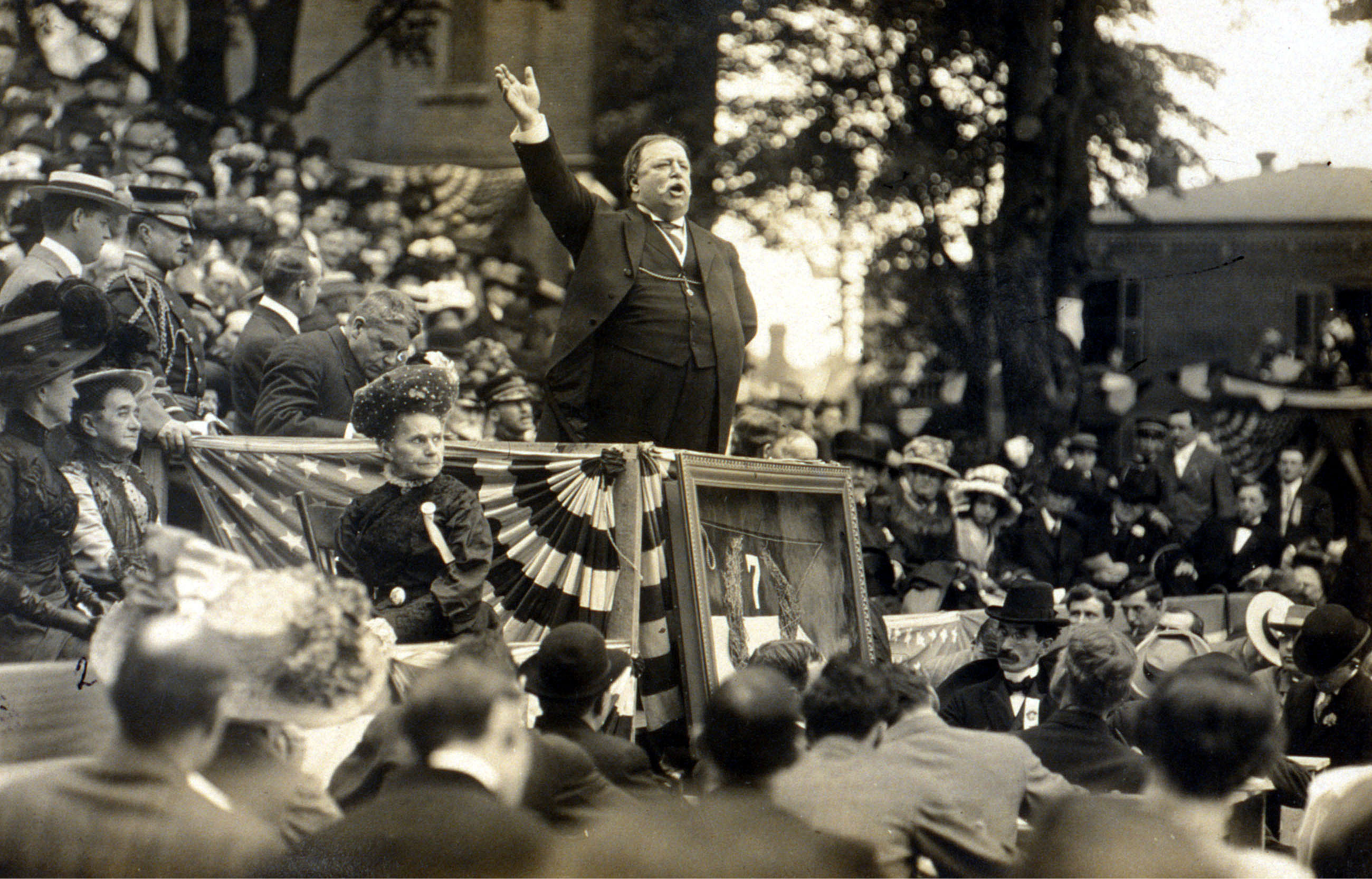
Una anciana Elizabeth, vista mirando al presidente Taft con sombrero y vestido negros sentada al extremo izquierdo del marco, asiste a la inauguración de la estatua de Custer en Monroe, Michigan, en 1910.

Elizabeth permaneció completamente dedicada a la memoria de su marido, mantuvo el luto riguroso y nunca volvió a casarse. A pesar de haber pasado su vida viajando mucho por Estados Unidos (incluidos los inviernos en Florida) y el mundo, nunca visitó el valle del río Little Bighorn. Se decía que atesoraba una carta del presidente Theodore Roosevelt, quien afirmaba que su esposo era "uno de mis héroes" y "una luz brillante para toda la juventud estadounidense". En décadas posteriores a la muerte de la viuda, los historiadores reexaminaron las acciones de George antes y durante la batalla y encontraron mucho que criticar.
Después de un período inicial de angustia al lidiar con las deudas de su difunto esposo  Elizabeth pasó más de medio siglo de viudez en una comodidad financiera obtenida como resultado de su carrera literaria y giras de conferencias, dejando un patrimonio de más de $100,000. Murió en la ciudad de Nueva York, cuatro días antes de su 91 cumpleaños, el 4 de abril de 1933, y fue enterrada junto a su marido en West Point. Unos años antes de su muerte le dijo a un escritor que su mayor decepción fue no haber tenido nunca un hijo que llevara el honorable nombre de su marido.  George Custer al parecer había quedado estéril tras contagiarse de gonorrea mientras era cadete en West Point.

## Representaciones en películas y televisión
Elizabeth Custer fue interpretada por la actriz Olivia de Havilland en la película de 1941 Murieron con las botas puestas, por Mary Ure en la película de 1967 Custer of the West, por Blythe Danner en la película para televisión de 1977 The Court-Martial of George Armstrong Custer, y por Rosanna Arquette en la miniserie de televisión de 1991 Son of the Morning Star.